# Fritz Glauser
Fritz Glauser (* 29. Februar 1932 in Solothurn; † 15. Mai 2015 in Luzern) war ein Schweizer Archivar.

## Leben
Fritz Glauser studierte in Freiburg im Üechtland und Paris. Nach der Promotion (Der Kanton Solothurn und die Badener Artikel 1834/35) 1959 an der Universität Freiburg i. Üe. zum Dr. phil. war er als Nachfolger von Josef Schmid von 1971 bis 1997 Staatsarchivar des Kantons Luzern. Daneben verfasste er Arbeiten zur Luzerner, Innerschweizer und schweizerischen Wirtschafts-, Verfassungs- und Kirchengeschichte des Mittelalters und der frühen Neuzeit, und er war Mitinitiator des Historischen Lexikons der Schweiz.

## Schriften (Auswahl)
- mit Jean-Jacques Siegrist: Die Luzerner Pfarreien und Landvogteien. Ausbildung der Landeshoheit, Verlauf der Landvogteigrenzen, Beschreibung der Pfarreien. Luzern 1977, ISBN 3-7252-0313-X.
- Das Schwesternhaus zu St. Anna im Bruch in Luzern 1498–1625. Religiöse, soziale und wirtschaftliche Strukturveränderungen einer Beginengemeinschaft auf dem Weg vom Spätmittelalter zur Katholischen Reform. Luzern 1987, ISBN 3-7252-0489-6.
- Luzern jenseits der Reuss. Das Viertel Kleinstadt Ost, seine Besiedlung, Bevölkerung und Raumnutzung (1100–2000). Basel 2002, ISBN 3-7965-1915-6.
- Wile bei Sursee. Zur älteren Geschichte der Vorstadt. Sursee 2011, ISBN 978-3-9520856-7-7.